# Walter Wallmann

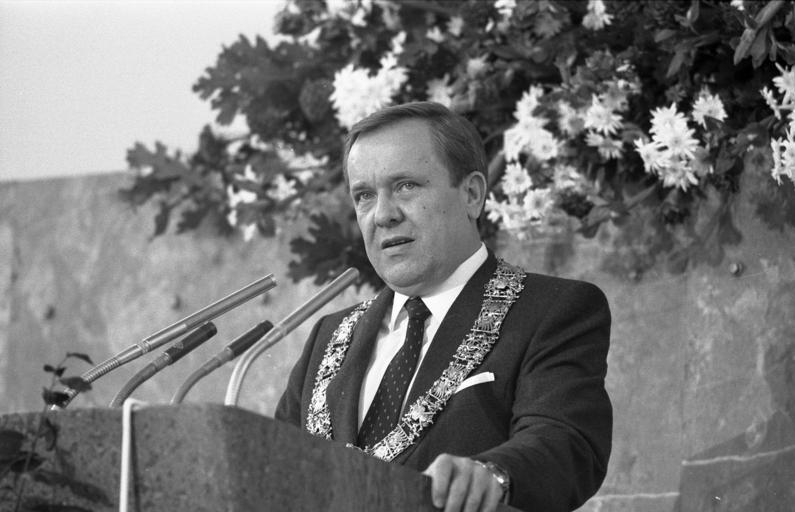
Walter Wallmann (1982)

Walter Wallmann (* 24. September 1932 in Uelzen; † 21. September 2013 in Frankfurt am Main) war ein deutscher Jurist und Politiker (CDU).
Er war von 1977 bis 1986 Oberbürgermeister von Frankfurt am Main, von 1986 bis 1987 Bundesminister für Umwelt, Naturschutz und Reaktorsicherheit, von 1987 bis 1991 der sechste Ministerpräsident des Landes Hessen und in dieser Funktion auch vom 15. Mai bis zum 31. Oktober 1987 der 39. Präsident des Bundesrates.

## Leben

### Studium und Promotion
Nach dem Abitur 1952 begann Wallmann ein Studium der Rechts- und Staatswissenschaften sowie Politik an der Philipps-Universität Marburg, das er mit beiden juristischen Staatsexamina abschloss, die er in Frankfurt am Main machte. Er war evangelisch und trat im Sommersemester 1952 in die Marburger Burschenschaft Germania ein, aus der er im Verlauf der sogenannten Petri-Affäre im Wintersemester 1956/57 zusammen mit anderen Mitgliedern ausgeschlossen wurde. Er trat mit den anderen ehemaligen Germanen daraufhin der Wissenschaftlichen Verbindung Hohenstaufen Königsberg zu Marburg bei.
1965 wurde er beim Strafrechtler Karl Alfred Hall an der Universität Marburg mit der Dissertation Zur strafrechtlichen Problematik des Züchtigungsrechtes der Lehrer unter besonderer Berücksichtigung des geltenden Verfassungsrechtes zum Dr. iur. promoviert.

### Tätigkeiten als Richter und Anfänge in der CDU
Im Jahr 1960 trat Wallmann in die CDU ein. Er wurde 1966 Kreisvorsitzender Marburg-Stadt, 1967 Bezirksvorsitzender der Jungen Union in Mittelhessen (bis 1974) und 1966 Abgeordneter des Hessischen Landtags. Gleichzeitig war er bis 1967 als Richter am Landgericht Kassel sowie am Amtsgericht Rotenburg an der Fulda und am Landgericht Gießen tätig. 1967 wurde Walter Wallmann stellvertretender Landesvorsitzender der CDU Hessen und 1968 auch Fraktionsvorsitzender der CDU im Landtag.

### Abgeordneter im Bundestag
Nach der Bundestagswahl 1972 schied er aus dem Hessischen Landtag aus und wurde bis 1977 Mitglied des Deutschen Bundestages. Hier wurde er 1973 Mitglied im Fraktionsvorstand (CDU/CSU). Von 1974 bis 1975 war er Vorsitzender des Untersuchungsausschusses der Guillaume-Affäre, wofür er viel Lob und Anerkennung erhielt. 1976 wurde er Parlamentarischer Geschäftsführer der CDU/CSU-Bundestagsfraktion.

### Gescheiterte Wahl zum Marburger Oberbürgermeister
Im Februar 1970 wählte die Stadtverordnetenversammlung von Marburg Wallmann als Kandidat von CDU, FDP und eines Wählerblocks gegen den bisherigen Amtsinhaber Georg Gaßmann zum Oberbürgermeister. Diese Wahl erwies sich jedoch als ungültig. In der Wiederholungswahl setzte sich der nunmehrige SPD-Kandidat Hanno Drechsler gegen Wallmann durch.

### Oberbürgermeister von Frankfurt am Main
Im Jahr 1977 legte Wallmann sein Bundestagsmandat nieder, nachdem die CDU bei der Kommunalwahl in Frankfurt am Main überraschend die absolute Mehrheit errungen hatte und der amtierende Oberbürgermeister Rudi Arndt (SPD) zurückgetreten war. Das Scheitern der SPD in Frankfurt wurde als Folge des roten Filzes (in Frankfurt der Spendenaffäre der Frankfurter SPD), der Gebietsreform in Hessen, der Schulpolitik, aber auch als Nachwirkung des Frankfurter Häuserkampfs gesehen. Wallmann war bei der Kommunalwahl in Hessen gleichzeitig als Spitzenkandidat in Frankfurt und in Marburg angetreten und wurde nun Oberbürgermeister der Stadt Frankfurt am Main.
Wallmann verfolgte eine großzügige öffentliche Baupolitik, so setzte er beispielsweise den Wiederaufbau der Fachwerkhäuser auf dem Römerberg (Ostzeile) durch und unterstützte die Bürgerinitiative zur Wiederherstellung der Alten Oper zu einem Konzert- und Veranstaltungsgebäude. Des Weiteren sorgte er für die Sanierung des Frankfurter Bahnhofsviertels und legte den Grundstein für das Museumsufer.
Er engagierte sich auch außenpolitisch und baute 1980 die deutsch-israelischen Beziehungen durch einen Freundschaftsvertrag zwischen Frankfurt und Tel Aviv weiter aus. Auf seine Initiative betreibt die Stadt Frankfurt seit 1980 auch ein Besuchsprogramm für jüdische sowie politisch oder religiös verfolgte ehemalige Frankfurter Bürger. Ein Jahr zuvor, 1979, hatte er in der Hoffnung auf Frieden im Nahen Osten bereits ebenfalls einen Freundschaftsvertrag mit der ägyptischen Hauptstadt Kairo geschlossen.
Ab 1981 war er Präsident des Deutschen Bühnenvereins in Köln.
1982 wurde er zum Landesvorsitzenden der CDU in Hessen und 1985 zum stellvertretenden Bundesvorsitzenden der Partei gewählt. Von 1985 bis 1986 war er in seiner Funktion als Oberbürgermeister außerdem seit 1984 Präsident des Deutschen Städtetags.

### Erster Bundesumweltminister
Als Reaktion auf die Katastrophe von Tschernobyl wurde Wallmann von Bundeskanzler Helmut Kohl am 6. Juni 1986 als erster Bundesminister für Umwelt, Naturschutz und Reaktorsicherheit ins Kabinett berufen. Sein Amt als Oberbürgermeister von Frankfurt übernahm der bisherige Dezernent für Personal, Organisation und Recht Wolfram Brück. Wichtige staatliche Regelungen während seiner etwa elfmonatigen Amtszeit waren die Änderung des Kfz-Steuer-Gesetzes zur Einführung schadstoffarmer Autos sowie das Wasch- und Reinigungsmittelgesetz vom 5. März 1987, das im Mai 2007 von einem neuen Gesetz abgelöst wurde.
Aus seiner Amtszeit als Bundesumweltminister stammt auch die Bezeichnung „Wallmann-Ventil“ für das Überdruckventil, das im Falle einer Kernschmelze das Bersten des Volldruck-Containments verhindern soll.
Nachdem die hessische CDU unter seiner Spitzenkandidatur die Landtagswahl zusammen mit der FDP knapp gewonnen hatte, schied Wallmann nach nicht mal einem Jahr Amtszeit als Umweltminister am 23. April 1987 aus.

### Hessischer Ministerpräsident
Wallmann wurde erster christdemokratischer Ministerpräsident in Hessen. Zudem übernahm er die Aufgabe des Bundesratspräsidenten bis zum 31. Oktober 1987, die bereits bis zur Landtagswahl sein Amtsvorgänger Holger Börner (SPD) innehatte.
In seine Amtszeit fiel 1987 ein ernstzunehmender Störfall im Reaktorblock A des Kernkraftwerks Biblis, den der Betreiber RWE und die zuständigen Behörden über ein Jahr lang zu vertuschen versuchten. Das führte zu einem Vertrauensverlust in seine Regierung.
1989 war Wallmann zunächst zentral in einen Skandal verwickelt, der sich erst später auf seinen Kanzleichef Alexander Gauland verlagerte und als Affäre Gauland bezeichnet wurde. 1987 hatte Wallmann dem wissenschaftlichen Mitarbeiter der CDU-Fraktion und seinem Duzfreund Wolfgang Egerter persönlich und auf Vorschlag der Sudetendeutschen Landsmannschaft das Bundesverdienstkreuz verliehen und ihm in der in seiner Staatskanzlei angesetzten Feierstunde die Zusage gemacht: „Du wirst mir auch in Zukunft als einer meiner engsten Mitarbeiter zur Seite stehen.“ Alexander Gauland, der damalige Leiter der Staatskanzlei, berief Egerter 1989 zum Koordinator zwischen Landesregierung und den Kirchen. Im Zuge dieser Personalie wurde der bisherige langjährige Leiter der Verbindungsstelle zwischen Landesregierung und den Kirchen Rudolf Wirtz, der de facto die Funktion ausgeübt hatte, gegen seinen Willen versetzt. Daraufhin klagte Wirtz. Die erste Instanz befand denn auch, die Berufung Egerters sei „aus sachfremden Gründen“ erfolgt und dass „parteipolitische Verdienste […] bei der Postenschaffung keine Rolle spielen“ dürften. Die Affäre gewann zunächst dadurch an Skandalkraft, dass der Spiegel Wallmanns Vertrautem Egerter völkische Umtriebe vorwarf und titelte: „Hessens christdemokratischer Ministerpräsident Walter Wallmann will einen Rechtsextremen zu seinem Kirchenfachmann machen.“ Dass der Skandal später unter dem Namen Affäre Gauland in die Annalen einging, lag daran, dass Alexander Gauland einen Meineid leistete, um die Versetzung von Wirtz zu begründen, dann in Berufung auf § 99 VwGO erfolgreich die Akteneinsicht verweigerte, die Opposition 1990 die Entlassung Gaulands forderte und die Justiz den beiden Juristen Wallmann und Gauland, v. a. aber eben Gauland, letztlich alles durchgehen ließ.
Ein weiterer Skandal trug sich 1990 zu, als die sogenannte „Tulpenzwiebelaffäre“ publik wurde. Walter Wallmann hatte an seinem Privathaus Gartenarbeiten über die Staatskasse finanziert. Das führte zu einem weiteren Imageverlust.
Von 1986 bis 1990 war Wallmann zudem Präsident des Deutschen Turner-Bundes.

### Rückzug aus der Politik
Bei der Landtagswahl 1991 erreichte seine Koalition aus CDU und FDP nicht mehr die erforderliche Mehrheit. Wallmann schied daher am 5. April 1991 aus dem Amt und verzichtete auf die Rolle des Oppositionsführers. Auch legte er sein Landtagsmandat nieder und verlor den CDU-Landesvorsitz in einem internen Machtstreit an Manfred Kanther. Er war fortan in der Privatwirtschaft als Rechtsanwalt tätig. 1995 wurde Wallmann Kreisvorsitzender von Frankfurt am Main und zog sich offiziell aus gesundheitlichen Gründen 1997 zurück. Martin Walsers 1996 veröffentlichtes Buch „Finks Krieg“ dürfte bei dem endgültigen Rückzug wahrscheinlich auch eine Rolle gespielt haben. Walsers Buch stützt sich stark auf die umfangreichen Unterlagen von Rudolf Wirtz und deckte detailliert die Affäre Gauland mitsamt der fehlenden Rechtsstaatlichkeit bei ihrer juristischen Bewältigung auf. Es sorgte also auch über die Stadt- und Landespolitik hinaus für negative Aufmerksamkeit für Wallmann.
Walter Wallmann lebte in Idstein zusammen mit seiner Frau Margarethe. Er hatte einen Sohn. Seit Anfang 2009 lebte das Ehepaar in Frankfurt am Main nahe dem Mousonturm im Stadtteil Ostend, bis zu seinem Tod.

## CDU-Spendenaffäre
Im Jahre 1983 wurden insgesamt acht Millionen DM von der hessischen CDU ins Ausland transferiert und Rücküberweisungen als Vermächtnisse oder Kredite getarnt. Zu diesem Zeitpunkt war Walter Wallmann CDU-Landesvorsitzender. Allerdings konnte ihm keine Verwicklung in die CDU-Spendenaffäre nachgewiesen werden. In seiner Zeugenaussage im November 2000 gab er an, dass er die Finanzangelegenheiten in den guten Händen des damaligen Generalsekretärs der hessischen CDU Manfred Kanther und des Schatzmeisters Casimir Prinz zu Sayn-Wittgenstein gewusst habe, sodass ihm an der Kompetenz von Manfred Kanther nie Zweifel aufkamen. Er gab auch zu Protokoll, dass er sicher sei, dass auch Roland Koch nichts von dem Geld gewusst habe und somit wie Wallmann selbst vollkommen ahnungslos gewesen sei.

## Ehrungen

### Ignatz-Bubis-Preis

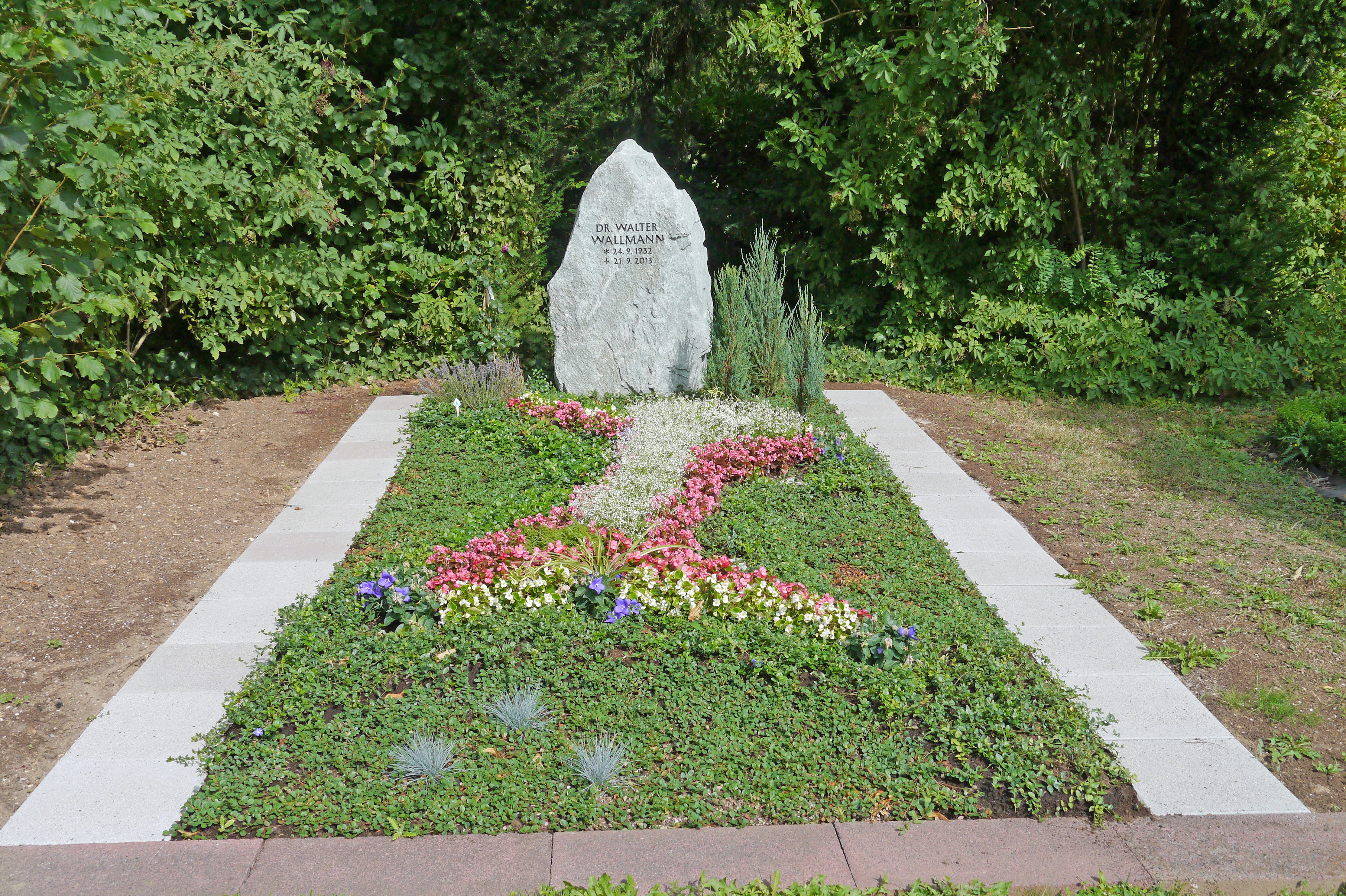
Ehrengrab auf dem Frankfurter Hauptfriedhof, 2015

Am 21. Januar 2007 erhielt er in der Frankfurter Paulskirche den mit 50.000 Euro dotierten Ignatz-Bubis-Preis für Verständigung. Das Kuratorium begründete seine Entscheidung damit, dass sich Wallmann „in hervorragender Weise für Verständigung und Toleranz eingesetzt und sie vorgelebt“ habe. Die damalige Oberbürgermeisterin von Frankfurt, Petra Roth, sowie der Vizepräsident des Zentralrates der Juden in Deutschland und Vorsitzender der jüdischen Gemeinde Frankfurt, Salomon Korn, lobten vor allem sein Engagement im Bereich der Städtepartnerschaften.

### Weitere Auszeichnungen
1979 wurde ihm der Ehrenpreis der Hermann Ehlers Stiftung verliehen, 1982 der Freiherr-vom-Stein-Preis und 1990 das Große Verdienstkreuz mit Stern und Schulterband der Bundesrepublik Deutschland. 1996 erhielt er die Wilhelm-Leuschner-Medaille des Landes Hessen. Wallmann ist Ehrenvorsitzender der hessischen CDU und seit 2003 Träger des Hessischen Verdienstordens.
An seinem 77. Geburtstag, dem 24. September 2009, wurde Wallmann zum Ehrenbürger der Stadt Frankfurt ernannt. Damit war er das erste Stadtoberhaupt Frankfurts der Nachkriegszeit, das mit der Ehrenbürgerschaft ausgezeichnet wurde. Außerdem war Wallmann Ehrenmitglied von Eintracht Frankfurt.

## Familie
Walter Wallmann entstammt einem politischen Elternhaus. Sein Vater, der Realschullehrer Walter Wallmann, verheiratet mit Anni Wallmann, geborene Riebesehl, war Mitglied der Deutschen Volkspartei (DVP).
Sein Bruder Wilhelm Wallmann war Wiesbadener Bürgermeister, dessen Tochter, seine Nichte Astrid Wallmann, wurde bei der Landtagswahl 2009 in den hessischen Landtag gewählt und ist seit 2022 dessen Präsidentin.
Walter Wallmann heiratete 1960 Margarethe Höhle. Der aus der Ehe hervorgegangene Sohn Walter junior wurde am 19. März 2013 vom hessischen Landtag zum neuen Präsidenten des hessischen Landesrechnungshofs gewählt.

## Kabinette
- Kabinett Kohl II – Kabinett Kohl III
- Kabinett Wallmann

## Publikationen
- Im Licht der Paulskirche. Memoiren eines Politischen. Goetz, Potsdam 2002, ISBN 3-00-009956-5.
- Die Gegenwart der Geschichte. Societäts-Verlag, Frankfurt am Main 2001, ISBN 3-7973-0769-1.
- Der Preis des Fortschritts. Beiträge zur politischen Kultur. Deutsche Verlags-Anstalt, Stuttgart 1983, ISBN 3-421-06140-8.